# Šakva
Šakva nebo také Šakovka (rusky Шаква nebo Шаковка) je řeka v Permském kraji v Rusku. Je 167 km dlouhá. Povodí má rozlohu 1 580 km².

## Průběh toku
Pramení na výběžcích Středního Uralu. Je to pravý přítok řeky Sylvy (povodí Kamy) na 26 říčním kilometru.

## Vodní režim
Zdroj vody je převážně sněhový.

## Využití
Nedaleko ústí leží město Kungur.